# 귀상어과
귀상어과(Sphyrnidae)는 흉상어목에 속하는 상어과의 하나이다. 대부분의 종이 귀상어속(Sphyrna)에 속하며, 날개귀상어 혹은 날개머리상어(Eusphyra blochii)는 날개귀상어속(Eusphyra)의 유일종이다. 전세계 온대 수역의 대륙붕과 해안선을 따라서 발견된다. 다른 상어류와는 달리 낮에는 떼를 지어 헤엄치는 반면에 밤에 홀로 사냥한다. 이들 귀상어 떼가 콜롬비아 말펠로섬과 코스타리카 코코섬 연안, 하와이 몰로카이섬에서 발견된 적이 있다. 남아프리카와 동아프리카 연안에서도 대형 귀상어 떼가 나타나기도 한다. 귀상어와 홍살귀상어, 큰귀상어 등을 모두 포함하고 있다.

## 하위 분류
- 날개귀상어속 (Eusphyra) - 날개귀상어
- 귀상어속 (Sphyrna) - 홍살귀상어, 귀상어, 큰귀상어, 캐롤라이나귀상어, 스쿱헤드귀상어, 홍살보닛헤드귀상어, 보닛헤드귀상어, 작은눈귀상어, 가리비귀상어